# Гринвіцький парк
Гринвіцький парк (англ. Greenwich Park) — колишній парк для полювання, королівський парк і один з найбільших парків Лондона. Вхід — через ворота з двома колонами, прикрашеними позолоченими кулями, що зображують Землю.
Парк був одним з місць проведення літніх Олімпійських та Паралімпійських ігор 2012 року.
Парк приймав учасників змагань з кінного спорту та сучасного п'ятиборства Олімпіади, а також кінного спорту Паралімпіади.

## Виноски
1. ↑  National Heritage List for England
2. ↑  Parks and Gardens (polygons) // National Heritage List for England
3. ↑  Літні Олімпійські ігри 2012. Архів оригіналу за 6 червня 2015. Процитовано 22 січня 2013.